# Bibliothèque numérique de Castille-et-León
La Bibliothèque numérique de Castille-et-Léon (BDCYL) est un projet du Conseil de la Culture et du Tourisme de Castille-et-León, géré par la Bibliothèque de Castille-et-León, dont le but principal est de faciliter aux citoyens l’accès libre et gratuit en ligne aux fonds bibliographiques et documentaires des auteurs et des thèmes de Castille-et-León conservés dans les bibliothèques et les archives de la Communauté autonome
La BDCYL inclut une collection de ressources numériques qui résulte de la numérisation des principales œuvres sur l’histoire, le patrimoine, la science, la langue et la culture de Castille-et-León, de façon que toutes les provinces et localités de la Communauté Autonome soient présentes dans la Bibliothèque numérique.

## Données
Depuis 2008, lorsque le projet commença, la collection de ressources numériques s’est accru régulièrement, jusqu’au chiffre actuel (2016) de plus de 19 000 œuvres numérisées, qui représentent trois millions de pages. La collection compte avec 14 600 livres, 486 revues, 68 manuscrits, 190 cartes, 139 partitions, 265 enregistrements sonores et 2863 illustrations et photographies.

## Organisation
Les documents sont organisés selon divers critères d’accès pour faciliter l'exploration. L'accès est par support ou par matière : 
- Accès général (des livres, des brochures, des manuscrits, des journaux, des revues), photographies, cartes et plans, pliegos de cordel, illustrations (affiches, dessins, gravures...), enregistrements sonores…...
- Accès par collections[2] :

1. Cervantès dans les bibliothèques de Castille-et-León[3]
2. Bibliothèque numérique thérésienne : des reproductions numériques d’œuvres écrites par Sainte Thérèse d’Avila et à propos de son œuvre[4].
3. Bibliothèque numérique taurine : des reproductions numériques de livres et revues du monde taurin[5].
4. Des publications de Castille-et-Léon : des reproductions numériques des publications officielles et des documents nés comme numériques dans les différents départements de l’administration autonome[6].

## Projets de collaboration
Le haut dégrée de normalisation de BDCYL lui permet de participer aux projets de bibliothèques numériques au niveau national et international, tels que Hispania, le dépôt des ressources numériques espagnols, et Europeana, la Bibliothèque Numérique Européenne.

## Galerie

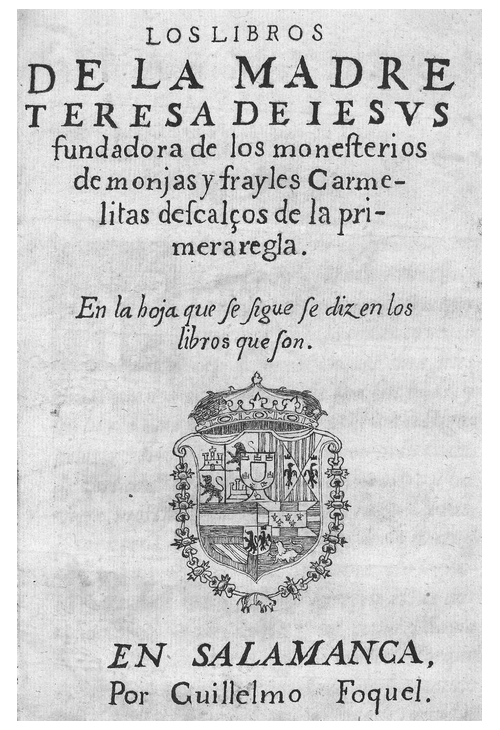
Libros de la Madre Teresa de Jesús 1588
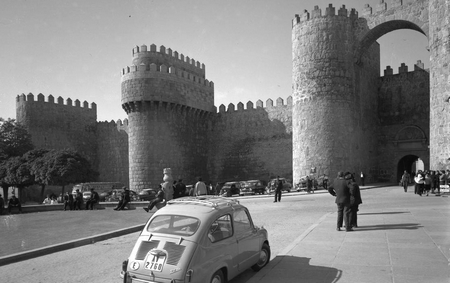
Ávila 1957
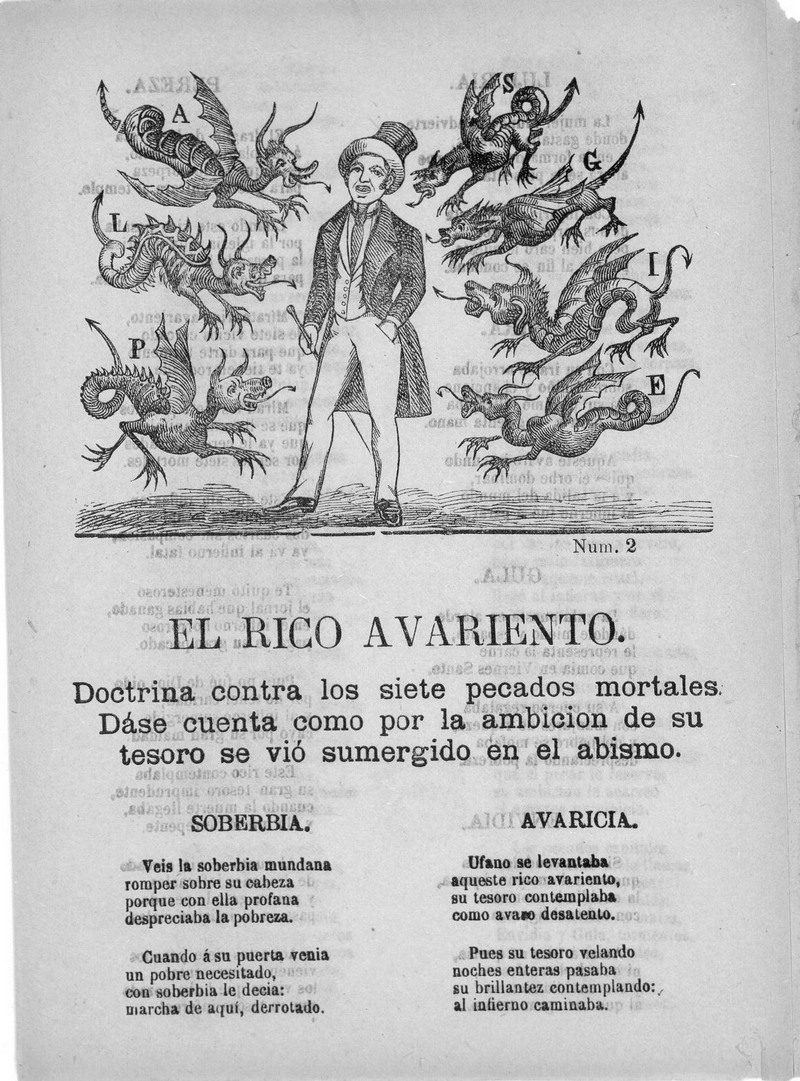
Pliego de cordel: El rico ávaro 1900
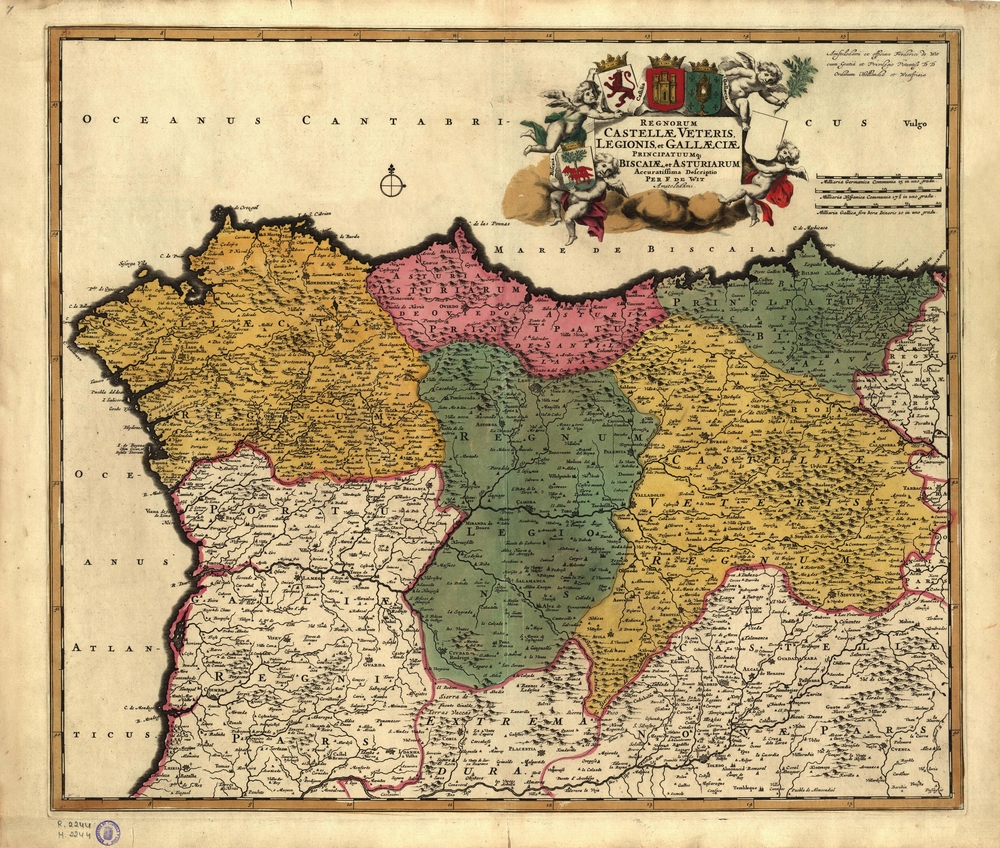
Mapa: Castilla y León 1670-1690
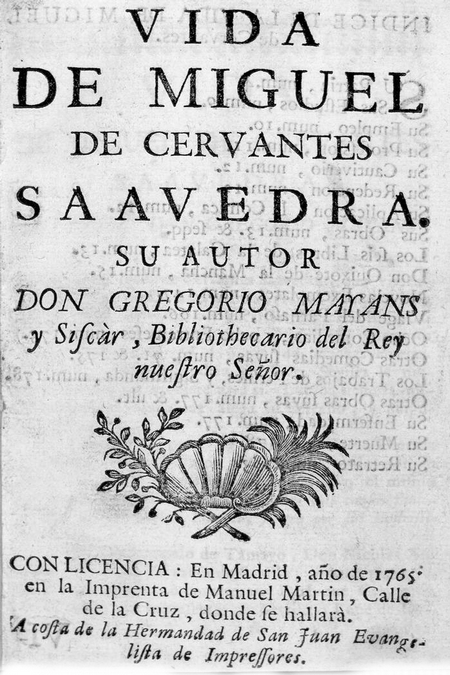
Vida de Cervantes 1765